# 甘暘
甘 暘（かん よう、生没年不詳）は、明の万暦年間の篆刻家・書画家である。印譜『印正』は著名。
字は旭甫、号は寅東。応天府江寧県の人。

## 略伝
南京の鶏籠山に隠遁した。金石文に精しく、書法は巧みでその篆書で盛名を得た。篆刻は、秦・漢の古印を好み、銅印・玉印も作成した。自然な趣で重厚な風格であった。新安印派に属する。

## 出版
- 『甘氏印集』
- 『甘氏印正』